# Сеффнер (Флорида)
Сеффнер (англ. Seffner) — переписна місцевість (CDP) в США, в окрузі Гіллсборо штату Флорида. Населення — 8362 особи (2020).

## Географія
Сеффнер розташований за координатами 27°59′50″ пн. ш. 82°16′23″ зх. д. / 27.99722° пн. ш. 82.27306° зх. д. (27.997096, -82.273191).  За даними Бюро перепису населення США в 2010 році переписна місцевість мала площу 9,84 км², з яких 9,31 км² — суходіл та 0,53 км² — водойми.

## Демографія
Згідно з переписом 2010 року, у переписній місцевості мешкало 7579 осіб у 2709 домогосподарствах у складі 2035 родин. Густота населення становила 771 особа/км².  Було 2919 помешкань (297/км²).
Расовий склад населення:
| - 76,5 % — білих - 13,2 % — чорних або афроамериканців - 3,8 % — азіатів - 0,5 % — корінних американців - 3,2 % — осіб інших рас |

До двох чи більше рас належало 2,7 %. Частка іспаномовних становила 15,9 % від усіх жителів.
За віковим діапазоном населення розподілялося таким чином: 25,7 % — особи молодші 18 років, 64,5 % — особи у віці 18—64 років, 9,8 % — особи у віці 65 років та старші. Медіана віку мешканця становила 37,4 року. На 100 осіб жіночої статі у переписній місцевості припадало 96,3 чоловіків;  на 100 жінок у віці від 18 років та старших — 92,7 чоловіків також старших 18 років.
Середній дохід на одне домашнє господарство  становив 67 420 доларів США (медіана — 50 795), а середній дохід на одну сім'ю — 76 688 доларів (медіана — 64 338). Медіана доходів становила 46 375 доларів для чоловіків та 37 571 долар для жінок. За межею бідності перебувало 17,3 % осіб, у тому числі 20,1 % дітей у віці до 18 років та 6,9 % осіб у віці 65 років та старших.
Цивільне працевлаштоване населення становило 3562 особи. Основні галузі зайнятості: освіта, охорона здоров'я та соціальна допомога — 20,4 %, роздрібна торгівля — 14,5 %, фінанси, страхування та нерухомість — 11,1 %, науковці, спеціалісти, менеджери — 8,2 %.